# 邢鲲自缢事件
邢鯤自缢事件發生於2009年12月12日，事涉中國昆明一名男子邢鲲在派出所候問室內自縊身亡，因處理程序有多重疑點，引發媒體熱烈的探討。

## 事件主角
邢鲲（1980年-2009年12月12日），男性，生於中國昆明，生前有多次服刑纪录：
- 1996年7月入獄服刑一年半，1998年1月出狱
- 1998年3月入獄服刑两年，2000年1月出狱
- 2000年1月入獄服刑五年，2005年8月出狱
- 2005年8月入獄服刑四年，2008年9月出狱

## 事件始末
10月7日凌晨，邢鯤在昆明市某商城内盗窃了价值五万余元的掌上游戏机，五华区小南门派出所立案调查。12月11日，被竊失主在昆明市体育馆门口将正在销赃的邢鲲人赃俱获，将其扭送到當地派出所，第二日邢鯤被送往派出所候問室。12月12日清晨，被發現邢鯤在候問室內自縊身亡，當日警方通知了邢鯤的家屬。12月13日邢鯤父親接到五華公安分局的電話稱屍體已解剖完畢。
12月16日，警方在新聞通報會公布調查情況，公布部分錄像，表明邢鯤是用紙幣打開手銬後縊死，縊死工具為鞋帶。警方宣稱在訊問過程中不存在刑訊逼供行為，當天警方對邢鯤進行了兩次訊問，最終邢鯤供認了犯罪事實。
這一事件引起網路和媒體對「紙幣開鎖」、「鞋帶自縊」、「監控死角」、「自殺原因」「調查程序」等問題討論和質疑，人們將這一事件同昆明市的「躲貓貓事件」聯繫起來。小南門派出所當天值班的所領導教導員和兩名值班民警已被停職。